# Timidilat
El timidilat, monofosfat de timidina, monofosfat de desoxitimidina, àcid 5'-timidílic, TMP, desoxitimidin monofosfat o dTMP és un desoxiribonucleòtid, monòmers del DNA. És un èster de l'àcid fosfòric unit a una nucleòsid de timidina, és a dir, que consisteix en un grup fosfat, un glúcid (la pentosa desoxiribosa) i la base nucleica de timidina.
Estan formats per tres parts: una desoxirribosa, mínim un grup fosfat i una base nitrogenada. Aquesta última està lligada al carboni 1 de la desoxirribosa, i els grups fosfats amb el carboni 5. La desoxirribosa es diferencia de la ribosa comuna per la presència d'un protó al carboni 2, en comptes del grup hidroxil (-OH).
En polimeritzar els desoxirribonucleòtids a la forma del DNA, el grup fosfat forma un nucleòtid que s'enllaça al carboni 3 d'un altre nucleòtid, amb què es forma un enllaç fosfodièster per una reacció de deshidratació. La síntesi es produeix en direcció de 5' a 3'.

## Biosíntesi i metabolisme del desoxitmidin monofosfat
La via de síntesi de dTMP requereix el dUMP del metabolisme de qualsevol UDP (CDP). Partint de l'UMP que, mitjançant la hidròlisi d'ATP, el grup fosfat s'uneix formant UDP. A partir d'aquest s'originen dues vies: la primera permet obtenir CTP (citosina) i la segona permet obtenir TTP (timina), que genera dTMP.
L'enzim ribonucleòtid-reductasa permet el pas d'UDP a dUDP, ja que la tiorredoxina restaura els residus sulfhidril sobre l'enzim, fent-lo actiu. S'ha de tornar a afegir un fosfat a través de l'ATP per obtenir dUTP. Finalment, l'enzim dUTPasa elimina dos fosfats per obtenir dUMP.
El dUMP és convertit per la timidilat sintasa a dTMP. Aquest metil s'obté a través de l'N5,N10-metil-tetrahidrofolat (o àcid fòlic), que cedeix un grup metil a la timidilat sintasa i es regenera mitjançant una via secundària. Per acabar, s'incorporen dos fosfats més a partir d'un altre ATP per obtenir la base pirimidínica TTP.

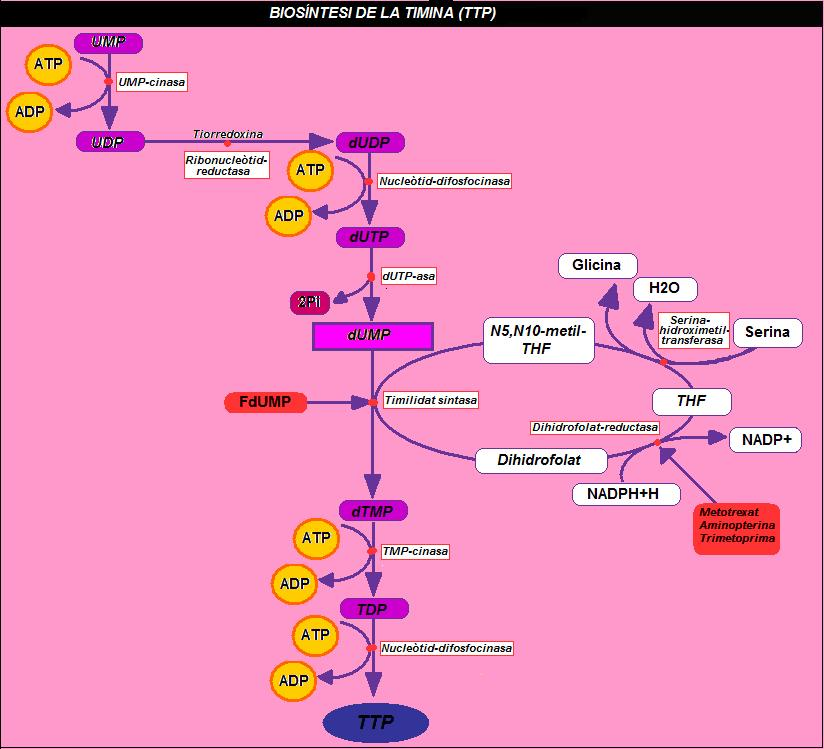
Biosíntesi de la timina

L'enzim timidina sintasa pot utilitzar la timidina o deoxiuridina com a substrat:
Timidina + ATP → TMP + ADP
Deoxiuridina + ATP → dUMP + ADP
L'N5, N10-metil-THF cedeix un metil a l'enzim, de forma que es genera dihidrofolat. Per recuperar la forma inicial, en primer lloc s'oxida una molècula de NADPH gràcies a l'enzim dihidrofolat reductasa (DHFR) per tal d'obtenir el 'THF (tetrahidrofolat), el qual és necessari perquè actua com a cofactor de la timilidat sintasa. A continuació, a través de l'enzim serina hidroximetil transferasa, s'incorpora el grup hidroximetil al THF, obtenint finalment dos productes: la forma inicial, és a dir, la molècula de N5, N10-metil-THF, i una glicina.

Transferència del grup metil i formació del dTMP.

La via de síntesi de la timidina és inhibida pel fluordesoxiuridilat (FdUMP). En el cas de tenir un excés de TTP intervé en la metilació del dUMP, impedint el pas de dUMP a dTMP i, per tant, també la síntesi de TTP. Els inhibidors de la via secundària de regeneració de l'N5,N10-metil-tetrahidrofolat són el metrotexat, l'aminopterina i la trimetoprima. Si s'inhibeix aquesta via, l'enzim timilidat sintasa no pot obtenir el metil per metilar el dUMP, de manera que aquest no pot passar a la forma dTMP i, per tant, la via d'obtenció de la timina també queda aturada.

## Anomalies en la funció del dTMP
Hi ha casos en què la replicació del DNA no es realitza correctament a conseqüència del mal funcionament de les vies de síntesis de les bases pirimidíniques, per exemple per la manca de la vitamina B₁₂ a l'organisme. Aquesta participa en dues reaccions químiques essencials per l'ésser humà: la síntesi de les bases de l'ADN i la isomerització de malonil-CoA a succinil-CoA. Centrant-nos en la primera, la vitamina B₁₂ és cofactor d'una doble via metabòlica; per una banda, actua com a receptor d'un grup metil en la reacció de desmetilació de l'àcid N5-metil-THF. D'altra banda, actua com a donador d'aquest grup metil a la reacció de metilació de l'aminoàcid homocisteïna a metionina, aminoàcid necessari per al bon funcionament de les neurones. Aquestes dues reaccions catalitzades per l'enzim metionina sintasa.

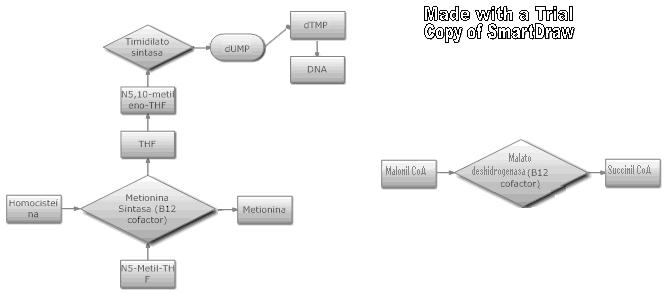
Biosíntesi de la citosina

Si no hi ha vitamina B₁₂, aquesta doble reacció no es pot donar, de forma que la reacció es bloqueja i les conseqüències són les següents: en primer lloc, la forma N5-metil-THF s'acumula (no és funcional) i, en segon lloc, el cicle de la metionina va lent (afectant el subministrament i, per tant, el funcionament neuronal). Referint-nos al dUMP, però, ens hem de centrar en la primera conseqüència: El THF, com ja s'ha comentat, és necessari com a cofactor de l'enzim timilidat sintasa, el qual regula la transformació del dUMP a dTMP. Com a conseqüència del seu dèficit, s'altera la replicació del DNA, alteració que es manifesta en teixits d'alt recanvi, com ara la medul·la òssia, alterant la formació d'eritròcits (creant-los més grans del normal) de forma que la manca de vitamina B₁₂ pot causar anèmies megaloblàstiques (com ara l'anèmia perniciosa).